# Cneazevca
Cneazevca è un comune della Moldavia situato nel distretto di Leova di 1 131 abitanti al censimento del 2004. Il sindaco è Tomsa Larisa. Si trova a una latitudine di 46.6291, a una longitudine di 28.4877 e a un'altitudine di 57 m s.l.m.. La distanza dal comune al capoluogo di regione è di 30 km, mentre la distanza dal comune alla capitale della Moldova, Chisinau è di 56 km. Il paese di Cneazevca (ubicazione del Comune) è tagliato per metà dalla R34.

## Amministrazione Comunale

### Il Sindaco e il Consiglio Comunale
Il Sindaco del Comune di Cneazevca è Larisa Tomsa. Candidato Indipendente alle Amministrative del 2011 e successivamente facente parte del Partito Liberal Democratico della Repubblica Moldava alle amministrative del 2015. Nel 2014, il Sindaco è stato accusato da un consigliere del PCRM (Partito Comunista Repubblica Moldova) di abuso d'ufficio favorendo gli interessi personali; caso mediatico che diventò di interesse nazionale. I cittadini sono stati chiamati alle urne per mezzo del Referendum dalla Commissione Elettorale Centrale per revocare la nomina di Sindaco. La Sig.ra Sindaca ne uscì vittoriosa. 
Attualmente in carica (fino al 14 giugno 2019)

### Consiglieri comunali

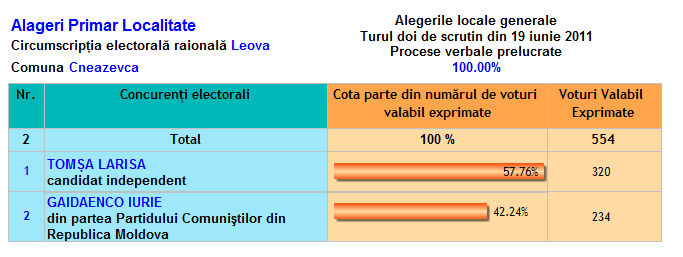
Ballottaggio 2011

| Nr | Nome Consigliere      | Partito |
| -- | --------------------- | ------- |
| 1  | TATIANA CONSTANTINOVA | PPPN    |
| 2  | MARIA GRAUR           | PPPN    |
| 3  | INA LUCAREVSCHI       | PPPN    |
| 4  | LARISA TOMȘA          | PLDM    |
| 5  | LIUDMILA PETROV       | PLDM    |
| 6  | VALENTINA JURAVLIOV   | PLDM    |
| 7  | ANATOLIE GHIJIȚCHI    | PLDM    |
| 8  | MARIA LUPAȘCU         | PSRM    |
| 9  | GHERASIM PRIȚCAN      | PDM     |

### Amministrative 5 giugno 2011
Nominato Sindaco: Tomsa Larisa, Candidata Indipendente (CI). Eletta al 2º turno con ballottaggio, ha ottenuto la maggioranza dei voti, necessari per ricoprire la carica di primo cittadino nel Comune.

### Referendum 11 maggio 2014
Il Sindaco, è stato accusato di abuso d'ufficio favorendo gli interessi personali da parte del consigliere Gaidaenco Iure (concorrente per la carica di sindaco, sconfitto nelle precedenti elezioni del 2011); facente parte del Partito Comunista Repubblica Moldova (PCRM). Divenne un caso mediatico di interesse nazionale. Il CEC (Commissione Elettore Centrale) ha indetto un referendum per il giorno 11 maggio 2014. I cittadini sono stati chiamati al voto per revocare o mantenere la carica di Sindaco alla Sig.ra Tomsa Larisa. Non è stato raggiunto il quorum perciò il sindaco ne è uscito vittorioso.
Dati riguardanti il voto:

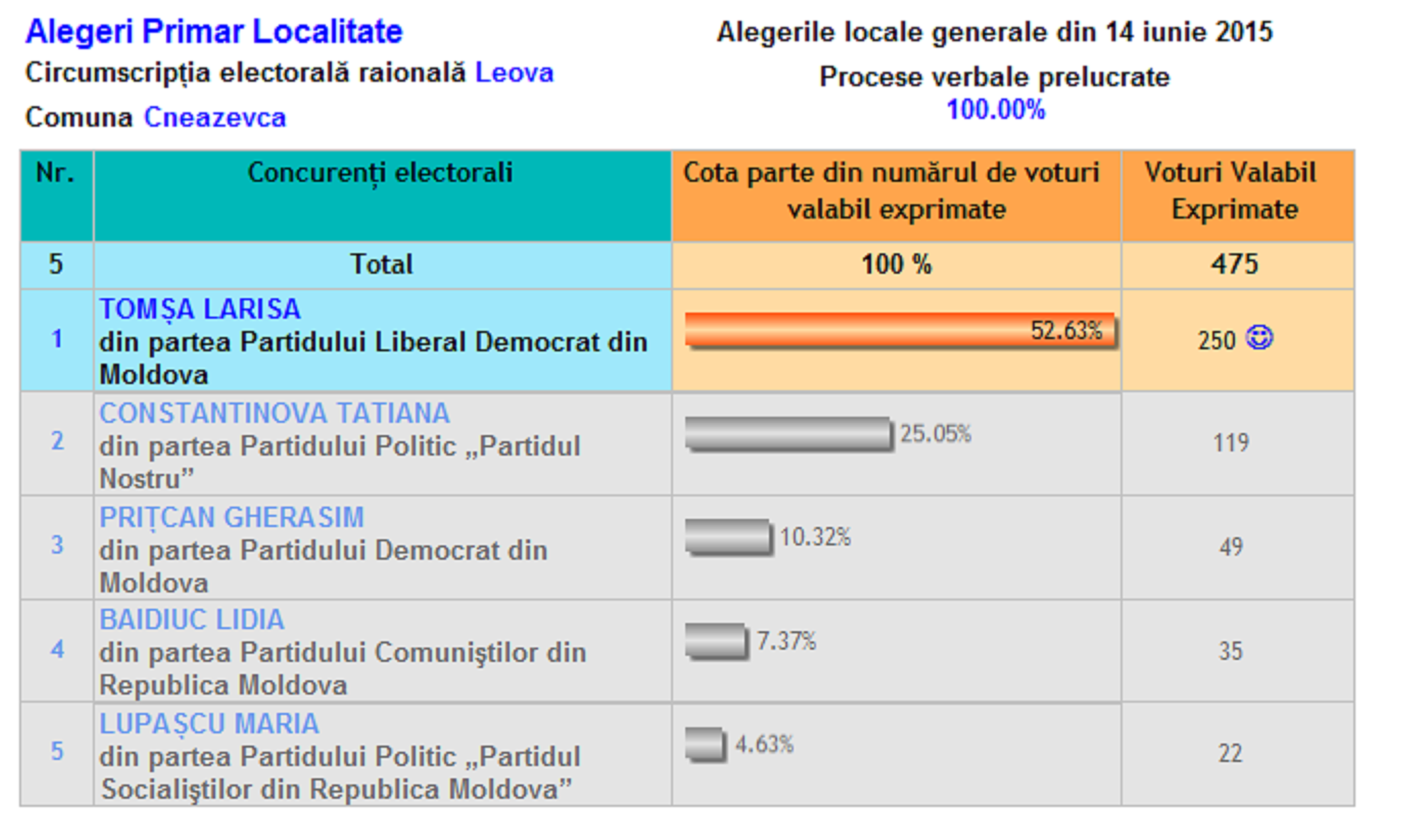
Candidati 2015

- Cittadini che avevano diritto al voto erano: 943
- Cittadini che hanno partecipato al voto: 78
- Voti validi: 78
- Pro revoca del mandato: 52
- Contro la revoca del mandato: 26
- Quorum: 50%+1    (NON RAGGIUNTO)
- Partecipazione: 8,3%

### Amministrative 14 giugno 2015
Nominato Sindaco: Tomsa Larisa, Partito Liberal-Democratico Moldavo (PLDM). Eletta al 1º turno, ha ottenuto la maggioranza dei voti, necessari per ricoprire la carica di primo cittadino nel Comune (52,63%, ovvero 250 dei 475 voti validi).

### Sviluppo Urbano
L'attuale Sindaco ha portato al comune un periodo di rinnovamento urbano. La progettazione e la costruzione di opere pubbliche raccoglie consensi da parte dei cittadini, anche grazie alle recenti ristrutturazioni di edifici pubblici per la cittadinanza (asilo infantile, comune, scuola elementare, casa di cultura). Vi è attualmente un piano di costruzione di una nuova rete idrico-fognaria (non attualmente esistente nel comune) e la risistemazione di strade e marciapiedi; oltre che all'abbellimento della zona comunale per mezzo di fiori e giardini. Nel paese di Cizlar facente parte del comune, è stato costruito un centro culturale.

### Numeri di contatto utili
| 1 | Asilo infantile             | 0-263-46238 |
| 2 | Medico di famiglia          | 0-263-46263 |
| 3 | Polizia                     | 0-263-46314 |
| 4 | Posta                       | 0-263-46233 |
| 5 | Comune (Sindaco/Segretario) | 0-263-46236 |
| 6 | Comune (Contabilità)        | 0-263-46354 |
| 7 | Scuola (Direttore)          | 0-263-46509 |

## Località
Il comune è formato dall'insieme delle seguenti località (popolazione 2004)
- Cneazevca (948 abitanti)
- Cîzlar (183 abitanti)

## Storia e demografia
Nel comune troviamo residenti di varie nazionalità; ciò è dovuto alla storia del paese e dello stato Moldavo. Il Paesino dapprima fondato da popoli germanici e poi abitato da abitanti di origine rumeno-moldava ha raggiunto il suo massimo splendore con l'arrivo del Unione Sovietica, la quale ha portato negli anni in cui la Repubblica Moldava ne faceva parte, civilizzazione e prosperità, con l'apertura di fabbriche e la costruzione di infrastrutture; in questo periodo abitanti di cultura russa e bulgara si sono stabiliti in zona. Con lo disgregamento dell'Unione Sovietica, e l'inesperienza del nuovo governo moldavo, il paesino ha perso molti abitanti che per condizioni economiche disagiate si trasferirono in Europa Occidentale. In seguito a ciò abbiamo la migrazione verso il comune di cittadini d'etnia ucraina. Le infrastrutture vennero lasciate al degrado fino all'attuale risistemazione. Attualmente il comune fa parte della Repubblica Presidenziale Moldava.

### Nazionalità
| Etnia          | Quantità |
| -------------- | -------- |
| Moldavi-Rumeni | 468      |
| Ucraini        | 418      |
| Bulgari        | 145      |
| Russi          | 76       |
| Zingari        | 9        |
| Altri          | 9        |
| Gaugazi        | 5        |

## Territorio
Il Comune di Cneazevca si sviluppa su un territorio prettamente collinare con vaste distese di coltivazioni di grano, mais, girasoli, e alberi da frutto (pesche, viti, prugne). Nel comune è presente un lago che prende il nome da esso. Non passano grandi fiumi degni di nota.

## Luoghi d'interesse ed Eventi

### Il lago di Cneazevca
Il Lago di Cneazevca è una grande meta per appassionati di pesca, infatti, i pesci che abitano il lago sono numerosi. Inoltre il lago, in estate ha un'acqua molto calda, anche se il fondo del lago non è particolarmente pulito.

### La festa del tè
La festa del tè è piuttosto recente in paese, per volere del sindaco e dell'amministrazione comunale, è diventata una grande data per i paesani, che svolgono il ruolo chiave dell'evento preparando dolci fatti in casa e del tè, che verrà assaggiato da una giuria, che decreterà il vincitore dell'evento.

## Opportunità lavorative
Nel comune le opportunità lavorative sono scarse. La popolazione vive di agricoltura ed allevamento. Nel paese si contano pochi bar, negozi di alimentari, ed un negozio di ferramenta. Una tra le più grandi aziende agricole è la CAP "Lorex Agro", di Tomsa Nicolae, marito dell'attuale Sindaco. 